# Heraldo Republicano de la Província de Tarragona
L'Heraldo Republicano de la Província de Tarragona era un setmanari que va començar a publicar-se el 2 de juliol de 1932 i va acabar el 29 d'octubre del mateix any.

## Història
La seva tendència política es basa en el Partit Republicà Radical d'Alejandro Lerroux i, per tant, dedica gran part del setmanari a la difusió de les polítiques lerrouxistes a Catalunya. També es publicava informació municipal, de les comarques i continguts d'entreteniment.
Polemitzen amb diaris com el Diari de Tarragona i amb La Publicitat.
Al primer número es pot llegir: 
"Nos incorporamos a esa enorme masa ciudadana -tan compacta en esta provincia- que sigue a Lerroux porque anhela un laborar tranquilo y fructífero."
També com a reflex de les seves creences polítiques al número 13 es pot llegir: 
"Catalanes: Catalunya debe ser regida por elementos puramente republicanos. El Estatuto en manos de reaccionarios sería la traición más monstruosa a la República que nos lo ha concedido y el desdoro más grande para nosotros. Cataluña debe ser liberal, republicana, progresiva. Pensad que en el resto de España y todo el mundo nos contemplan."

## Seccions i col·laboradors
Les seccions d'aquest diari eren: "La semana en el Mundo", "La Semana en España", "El cuento del sábado", "Gacetilla", "Govern Civil", "La vida en les comarques", "Dibuixos animats", "Per a la dona", "Pantalla" i "Carret mundà". Alguns dels col·laboradors habituals eren Alberto de Lorinas, Luís Carrascal, César Alcolea, Felipe Heras, Carmen S. Leia, Paco Aguirre (Fuk) i Luís Bello. Les il·lustracions incloses eren de C. Arnal.

## Aspectes tècnics
L'Heraldo Republicano de la Província de Tarragona tenia 8 pàgines fins al número 15 que es canvia a 4 pàgines amb 5 columnes i 4 a la portada. Tenia un format de 32x48 cm. El setmanari sortia cada dissabte i el seu preu era de 3 pessetes per trimestre. Els titulars eren majoritàriament informatius i propagandístics i cal destacar que s'incloïen un gran nombre d'ilustracions encara que a partir del número 15 disminueixen.

## Localització
- Biblioteca Hemeroteca Municipal de Tarragona.
- Biblioteca Pública de Tarragona